# Пир Валтасара (Рембрандт)
Пир Валтасара (нидерл. Het feestmaal van Belsazar) — картина голландского художника Рембрандта Харменса ван Рейна, созданная в 1635 году. Основой послужил библейский сюжет из Книги пророка Даниила (V, 1—30), входящей в Ветхий Завет. Картина находится в Лондонской национальной галерее (Великобритания).

## История создания
В отличие от итальянских, фландрийских и испанских художников, которые преимущественно изображали религиозные сюжеты, голландские живописцы принялись за написание картин в светской тематике. При этом, если они брались за написание картины с изображением религиозного сюжета или деятеля, то работа выполнялась в «протестантском стиле», где принято изображать мистическое в обыденном представлении. В XVII веке барокко перестало существовать лишь в рамках католической церкви, и художники протестантских стран северной Европы использовали этот стиль при выполнении своих работ. Вскоре появилось множество различных жанров, удовлетворявших разнообразные вкусы заказчиков, но сохранявших при этом общие для барокко принципы. Приверженцем и последователем этого стиля был Рембрандт ван Рейн. Завершив работы в Лейденской мастерской, он в 1631 году перебирается в Амстердам, где свойственная ему манера написания картин пользовалась спросом. Картина «Пир Валтасара» была написана в период признания Рембрандта как выдающегося художника. Начиная с таких работ, как «Валаамова ослица», «Воздвижение креста», «Урок анатомии доктора Тульпа» прослеживается профессиональный рост Рембрандта ван Рейна. Заключённый в 1634 году брак с Саскией ван Эйленбюрх ввёл художника в круг зажиточных бюргеров, к числу которых принадлежал и его тесть — бургомистр города Леуварден, — и открыл новые возможности для сбыта картин. В этот период заказы следовали один за другим. Предполагают, что и картина «Пир Валтасара» была заказом со стороны одного из многочисленных почитателей творчества художника (по-видимому, из числа хорошо образованных евреев). Работа над этой картиной заняла два года (с 1634 по 1636), в течение которых Рембрандт консультировался у раввинов еврейской общины Амстердама.

## Сюжет картины
Сюжет картины с непосредственным появлением мистической руки был взят Рембрандтом из ветхозаветной книги пророка Даниила (Дан. 5:25—28). После смерти царя Набонида власть в Вавилоне перешла к его сыну — Валтасару. По этому поводу было устроено богатое пиршество, которое длилось много дней. В это время мидяне и персы подошли к стенам Вавилона и начали осаду города. Когда для всего множества наложниц, вельмож и гостей не хватило посуды, царь распорядился принести золотые ритуальные приборы из разграбленного ещё Навуходоносором храма в Иерусалиме. После такого кощунства на стене появилась человеческая рука, которая начала выводить письмена. Опомнившись от ужаса, Валтасар созвал гадателей, мудрецов и чернокнижников и приказал им расшифровать послание. Однако никто из них с поставленной задачей не справился. После этого мать царя посоветовала ему обратиться к человеку по имени Даниил. Прорицатель расшифровал таинственное послание: Мене, мене, текел, упарсин. Даниил поведал, что за неугодные Богу деяния и осквернение святынь Валтасара настигнет погибель, а царство его будет разделено между мидянами и персами. В ту же ночь город был взят штурмом, а халдейский царь найден мёртвым.

## Описание
Полотно выполнено в свойственных творчеству художника жёлтых, коричневых и золотистых тонах. Группу пирующих он специально выделил с помощью придания им свечения, которое поглощает тьма, распространяющаяся от таинственной надписи. В картине «Пир Валтасара» Рембрандт тонко передал эмоции, которые испытывают все участники. Достаточно реалистично изображены изумление и страх, подчёркнутость выражения лиц динамичным фоном. Рембрандт, например, изобразил вино выплескивающимся из священных сосудов, добавив тем самым символизма своей работе. В свойственной ему классической манере исполнения художник выстраивает композицию, где в центре картины — Валтасар, а вокруг него жена, наложницы, слуги, жрецы и охранники. Появление мистической руки вызывает неподдельный глубокий ужас на лицах всех присутствующих, а сам царь словно прикрывается рукой от опасности. Следуя моде тех времён, Рембрандт изобразил свою жену на полотне, где ей была отведена роль жены Валтасара (женщина с кудрявыми волосами, серьгами и ожерельем из жемчуга).
Особенное расположение букв знаменитой огненной надписи, появившейся на стене, не случайно. В то время одним из близких друзей Рембрандта был еврей Манассе бен-Израиль, которого художник часто изображал на своих этюдах. Именно он подсказал художнику, как следует расположить текст надписи на полотне. Таинственную надпись на иврите художник изобразил не горизонтальными строками справа налево (как того требует еврейская письменность), а пятью столбцами, где на последнее слово приходятся два столбца. Если бы слова были написаны обычным образом, вавилонским толкователям не стоило бы труда прочесть их. Однако в самой Библии указано, что надпись была зашифрована, а тайну шифра Бог открыл одному лишь пророку Даниилу. Избранный Рембрандтом способ шифрования описан уже в Санхедрине.

## Материалы для рисования
Материалы и техника рисования Рембранта в «Пире Валтасара» исключительны и не идут ни в какое сравнение ни с одной из его других работ. Палитра картины необычайно богата и включает в себя такие пигменты, как киноварь, смальта, свинцово-оловянно-желтый, желтый и красный лак, охра и азурит.